# Драбатович, Артём Андреевич
Артём Андреевич Драбатович (бел. Арцём Андрэевіч Драбатовіч; род. 19 сентября 2003, Новополоцк, Витебская область) — белорусский футболист, защитник клуба «Нафтан».

## Карьера
В юношеском возрасте футболист присоединился к академии брестского «Динамо». В июле 2020 года футболист стал выступать за дублирующий состав динамовцев. По окончании сезона футболист покинул клуб и на правах свободного агента в начале 2021 года присоединился к брестскому «Руху».
В апреле 2021 года футболист на правах арендного соглашения присоединился к новополоцкому «Нафтану». Дебютировал за клуб 17 апреля 2021 года в матче против «Барановичей». Футболист сразу же закрепился в основной команде новополоцкого клуба, став одним из ключевых защитников. По окончании срока арендного соглашения футболист покинул клуб. В январе 2022 года футболист также покинул и брестский «Рух».
В феврале 2022 года футболист присоединился к «Нафтану» на полноценной основе, подписав контракт до конца сезона. Первый матч за клуб футболист сыграл 9 апреля 2022 года против петриковского «Шахтёра». Дебютный гол за клуб забил 28 мая 2022 года в матче Кубка Беларуси против клуба «Юни Минск». Свой первый гол в чемпионате забил 20 августа 2022 года в матче против «Лиды». Вместе с клубом футболист стал победителем Первой лиги.
В феврале 2023 года футболист продлил контракт с новополоцким клубом. Свой дебютный матч в рамках Высшей лиги сыграл 18 марта 2023 года против солигорского «Шахтёра», выйдя на поле в стартовом составе. Первым в сезоне забитым голом футболист отличился 16 сентября 2023 года в матче против брестского «Динамо». На протяжении всего сезона футболист был одним из ключевых игроков клуба, отличившись 2 забитыми голами. По итогу сезона футболист помог клубу сохранить прописку в Высшей лиге.

## Достижения
«Нафтан»
- Победитель Первой лиги: 2022